# 이화학당
이화학당(梨花學堂, 리화학당)은 1886년에 조선 한성부에 설립된 근대 중등교육기관으로 한국 초기의 여성교육 기관의 하나이다. 이화학교의 이화라는 교명은 이화학당에서 유래하며, 이화여자고등학교와 이화여자대학교의 전신이다. 독립운동가 유관순의 모교이기도 하다.

## 역사

### 설립
1886년 서울 정동에 건평 200평 규모의 한식 기와집을 건축했는데, 이것이 교사건축의 시작이다. 35명 정도의 학생을 수용할 수 있었으며, 교실과 교사 숙소 등을 갖추었다. 1887년 학생 수가 7명으로 늘고, 1888년 18명, 그리고 1893년 30명으로 늘었다. 이렇듯 학생들이 증가하자 1897년 기존의 한옥교사를 헐고, 그 자리에 당시로서는 최신 설비를 갖춘 서구식 2층 건물인 메인홀을 착공하였다. 1904년 중등과, 1908년 보통과와 고등보통과, 1910년 대학과를 신설하였다. 1914년에는 이화유치원을 신설하고, 대학과 1회 졸업식을 가졌다.
1915년 유치원 사범과를 설치하고, 심프슨홀을 완공하였다. 1917년 중등과의 명칭을 대학예과로 변경하였다. 이화학당은 1918년 고등과, 보통과를 이화학당에서 분리하여 이화여자고등보통학교, 이화여자보통학교로 각각 개교하였다. 1925년에는 대학과 및 대학예과를 이화여자전문학교로 명칭을 바꾼 후, 문과 및 음악과를 새로 설치하였다. 1927년 이화여자전문학교의 제1회 졸업식을 거행하고, 이듬해인 1928년 이화학당 유치원 사범과를 이화보육학교로 개칭하였다. 이와 같은 학당의 교육체제 변화에 따라 1928년부터 이화학당 명칭을 사용하지 않게 되었다.

1886년에 미국 북감리교회(北監理敎會) 여성 선교사 메리 스크랜턴이 서울 중구 정동에 설립했다. 이화학당 설립자인 스크랜튼은 윌리엄 스크랜턴의 어머니이다. 학교의 이름은 대한제국 고종에게서 받은 것이며, 한국 최초의 사립 여성 교육기관이었다.
1904년에 중등과가 설립되고 1908년에 보통과와 고등과가, 1910년에는 대학과가 차례로 추가되었다. 중등과 제1회 졸업생은 1908년에 배출되었고, 대학과 제1회 졸업생은 1914년에 배출되었다.

### 이화학당 본관(메인홀)의 건축
이화학당 본관(메인홀)은 당시 유명한 건축기사 심의석(沈宜錫)이 1897년 ~ 1899년에 걸쳐 건립하였다.

### 성장

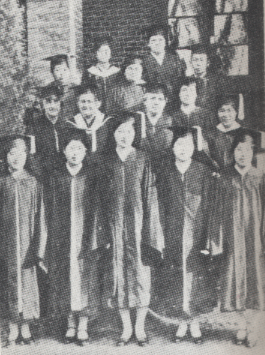
1920년대의 이화여전 졸업 사진

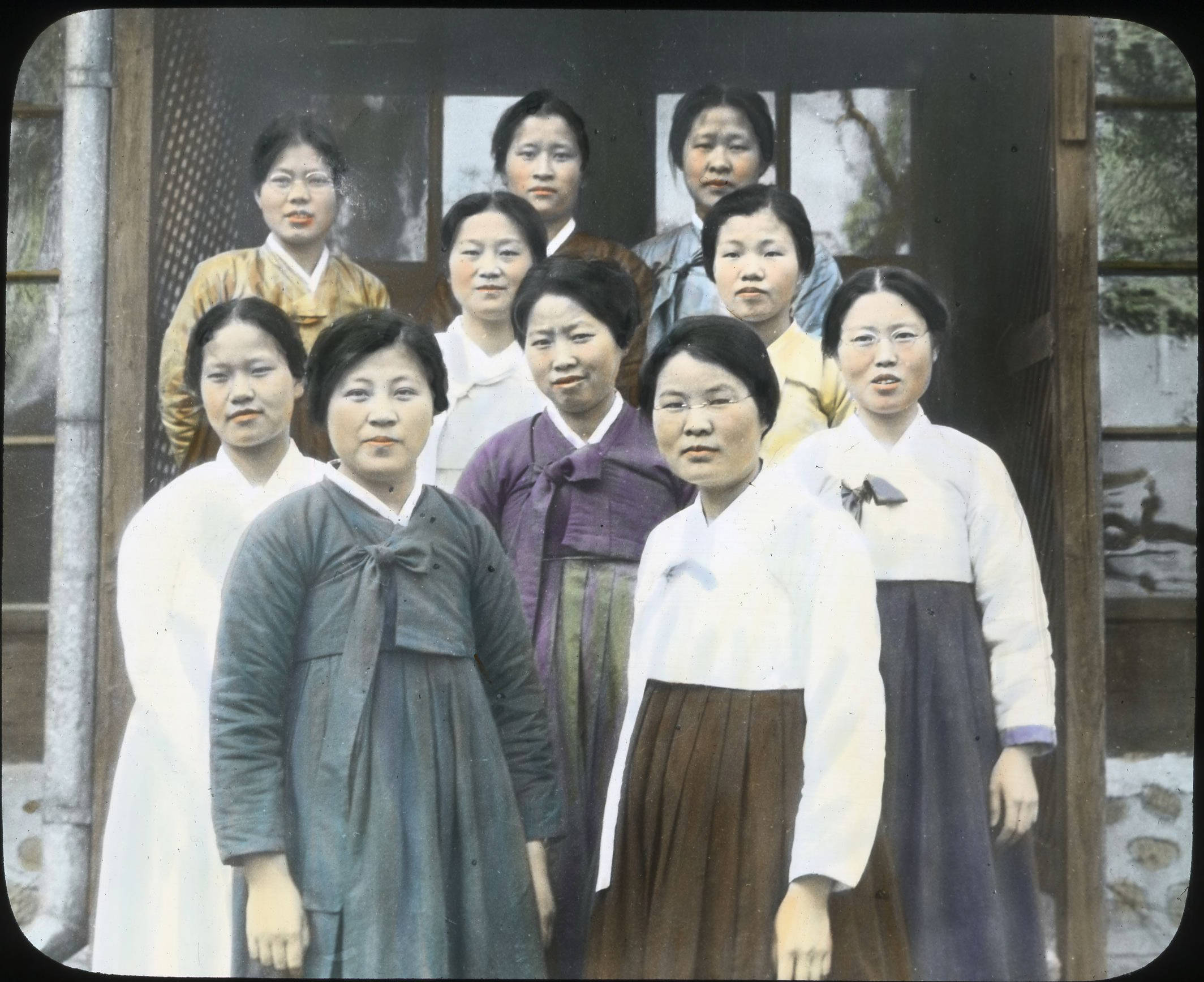
학생들

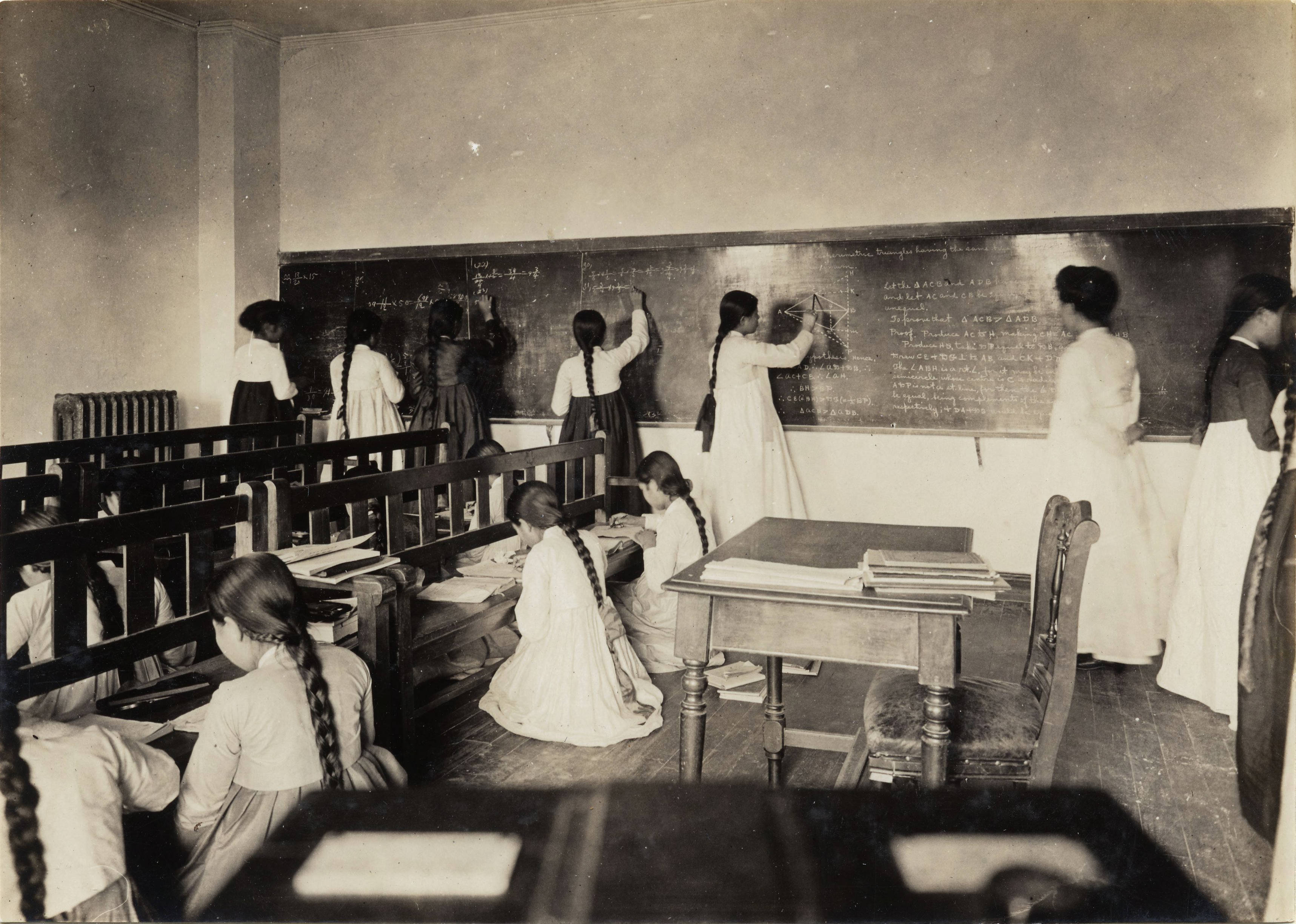
수학 수업 모습

1918년에는 보통과가 이화보통학교로, 고등과는 이화여자고등보통학교로 분립되었다. 대학과는 1925년에 전문학교로 승격하여 이화여자전문학교로 개교했다. 1928년에 마지막 남은 유치원사범과가 이화보육학교로 독립하여 각급 학교가 독립적인 학제로 운영되면서 이화학당이라는 이름은 사라졌다.

## 교과목
한국인의 여자교육을 기피하는 전통적 관념과 양인(洋人)에 대한 배타적 성격 때문에 초기에는 곤란을 받았다. 초기의 상황을 보면, 스크랜턴 부인은 서양도깨비란 뒷손가락질을 받았고, 처음 학생은 콜레라에 걸린 여남은 살 된 '별단'이란 떠돌이였으며 1887년에는 학생이 겨우 7명으로 불어날 정도로 학생을 구하기가 매우 어려운 실정이었다. 이화학당의 교육정도는 중등 정도를 목표로 하였고, 교육목적에 대해 길모어(Gilmore)는 "한국여아(韓國女兒)를 모범적인 주부로 만드는 동시에 그들의 친척·동료 사이에 개신교 선교사를 만드는 데 있다"라고 지적하였다. 교과목으로는 개신교에서 세운 학교이므로 성서를 가장 중요시하고, 영어·영문법·산술·언문(諺文)·창가(唱歌)·역사·글씨쓰기 등과 천자문·동몽선습 등 한문도 가르쳤다. 실제 삶에서 응용할 수 있는 학문들을 가르쳤던 셈이다.

## 결혼식과 졸업식
1908년 이전에는 따로 졸업식을 하지 않았는데, 대부분 결혼함으로써 학업을 그만두었다. 그래서 아예 과년(瓜年)한 여학생을 선교사들이 나서서 결혼시켜 주기도 하였다. 선교사가 여학생의 보호자가 되어 신랑감도 구해주고, 혼수도 장만해 주었다. 다만 조건이 까다로웠는데, 반드시 프로테스탄트 종파인 북감리교 신자여야 했다.
이화학당 선교사가 주선한 결혼식 가운데 한국 처음의 서양식 결혼식은 1897년 4월 18일 열렸으며, 신랑 조만수와 신부 김륜시였다. 1879년생이었던 김륜시는 이화학당을 9년 동안 다닌 학생이었고, 조만수는 1876년 1월 1일에 과천에서 태어나서 17살 때 상경하여 이화학당장 조세핀 오펠리아 페인의 한국어 교사였다가 나중에 1899년 이화학당 회계 겸 초대 서무주사가 되었다. 김륜시는 결혼 후 당시 평동 91번지에 있던 이화지교(梨花支校; 일종의 부속학교)에서 근무하였다.

## 같이 보기
- 이화여자고등학교
- 이화여자대학교
- 한국민족문화대백과 - 이화학당